# Val Buëch-Méouge
Val Buëch-Méouge község Franciaországban, Provence-Alpes-Côte d’Azur régió Hautes-Alpes megyéjében. Új községként 2016. január 1-jén Antonaves, Châteauneuf-de-Chabre és Ribiers egyesítésével jött létre. E három korábbi település delegált község státusszal az új község része lett. Lakosainak száma 1342 fő (2022. január 1.).

## Népesség
| Lakosok száma | 1352 | 1349 | 1345 | 1340 | 1329 | 1319 | 1342 |
|               | 2016 | 2017 | 2018 | 2019 | 2020 | 2021 | 2022 |